# Summer Life
Summer Life is een nummer van de Belgische dj en producer Regi samen met de Nederlandse zanger Jake Reese en OT. De single piekte op 5 in de Ultratop 50. 

## Hitlijsten

### Ultratop 50
| Hitnotering: 22-06-2019 - 16-11-2019 | Hitnotering: 22-06-2019 - 16-11-2019 | Hitnotering: 22-06-2019 - 16-11-2019 | Hitnotering: 22-06-2019 - 16-11-2019 | Hitnotering: 22-06-2019 - 16-11-2019 | Hitnotering: 22-06-2019 - 16-11-2019 | Hitnotering: 22-06-2019 - 16-11-2019 | Hitnotering: 22-06-2019 - 16-11-2019 | Hitnotering: 22-06-2019 - 16-11-2019 | Hitnotering: 22-06-2019 - 16-11-2019 | Hitnotering: 22-06-2019 - 16-11-2019 | Hitnotering: 22-06-2019 - 16-11-2019 | Hitnotering: 22-06-2019 - 16-11-2019 | Hitnotering: 22-06-2019 - 16-11-2019 | Hitnotering: 22-06-2019 - 16-11-2019 | Hitnotering: 22-06-2019 - 16-11-2019 | Hitnotering: 22-06-2019 - 16-11-2019 | Hitnotering: 22-06-2019 - 16-11-2019 | Hitnotering: 22-06-2019 - 16-11-2019 | Hitnotering: 22-06-2019 - 16-11-2019 | Hitnotering: 22-06-2019 - 16-11-2019 | Hitnotering: 22-06-2019 - 16-11-2019 | Hitnotering: 22-06-2019 - 16-11-2019 |
| Week:                                | 1                                    | 2                                    | 3                                    | 4                                    | 5                                    | 6                                    | 7                                    | 8                                    | 9                                    | 10                                   | 11                                   | 12                                   | 13                                   | 14                                   | 15                                   | 16                                   | 17                                   | 18                                   | 19                                   | 20                                   | 21                                   | 22                                   |
| ------------------------------------ | ------------------------------------ | ------------------------------------ | ------------------------------------ | ------------------------------------ | ------------------------------------ | ------------------------------------ | ------------------------------------ | ------------------------------------ | ------------------------------------ | ------------------------------------ | ------------------------------------ | ------------------------------------ | ------------------------------------ | ------------------------------------ | ------------------------------------ | ------------------------------------ | ------------------------------------ | ------------------------------------ | ------------------------------------ | ------------------------------------ | ------------------------------------ | ------------------------------------ |
| Positie:                             | 23                                   | 15                                   | 16                                   | 13                                   | 9                                    | 7                                    | 6                                    | 5                                    | 6                                    | 5                                    | 6                                    | 6                                    | 5                                    | 6                                    | 9                                    | 9                                    | 17                                   | 21                                   | 22                                   | 21                                   | 32                                   | 44                                   |